# Lon Pennock
Leonardus Petrus Paulus (Lon) Pennock (Den Haag, 22 mei 1945 - aldaar, 9 maart 2020) was een Nederlandse beeldhouwer.

## Leven en werk
Leonardus Petrus Paulus Pennock studeerde beeldhouwkunst aan de Koninklijke Academie van Beeldende Kunsten in Den Haag van 1962 tot 1967. Aansluitend zette hij zijn studie met een Franse beurs voort aan de École nationale supérieure des beaux-arts in Parijs tot 1968. In 1969 ontving hij zowel de Buys van Hulten-prijs als de Jacob Maris aanmoedigingsprijs. Tweemaal werd hem een stipendium toegekend door het Ministerie van Cultuur, Recreatie en Maatschappelijk Werk: in 1973 en in 1979. Pennock is als traditioneel beeldhouwer opgeleid, maar veranderde snel in een abstracte, zelfs minimalistische kunstenaar. Pennock woonde en werkte in Den Haag.

## Werken (selectie)
- 1970 Waves in Košice, Slowakije
- 1970 Zonder titel, Storminkstraat in Deventer
- 1972 Object, Morselaan in Den Haag
- 1973 L'homme in Den Haag
- 1973 Boom, Hoge Prins Willemstraat in Den Haag
- 1974 Ritme van drie in Bleiswijk
- 1975 Sluis in Amsterdam
- 1976 Windbeeld en omgeving, Noordzeekanaal in IJmuiden
- 1980 Balance of Sheets, Johan de Wittlaan/Stadhouderslaan in Den Haag
- 1981 Landmark in Maarssen
- 1981 Intersection, later Balans, Ockenburgstraat in Den Haag[1]
- 1984 zonder titel in Rotterdam
- 1984 zonder titel, slangentoren brandweer in Almere
- 1987 The Arch in Amsterdam
- 1987 Sheet with Frame, Sinjeur Semeynsweg in Den Haag
- 1989 Zonder titel in Rotterdam
- 1993 Black Waves in Amsterdam
- 1996 Intersection in Den Haag: beeldenroute Beeldengalerij P. Struycken
- 2000 Balance, Rathausvorplatz in Kaiserslautern
- 2007 Antipode, Plantage in Schiedam
- 2009 Agneta van Marken-Matthes[2], Agnetapark, Zocherweg, Delft

Met het beeld uit 1984 in Rotterdam (Werktitel The River), dat is geplaatst op de Blaak heeft Pennock een speciale band, daar hij de voormalig directeur is van de Rotterdamse Academie van Beeldende Kunsten aan diezelfde Blaak.

## Fotogalerij

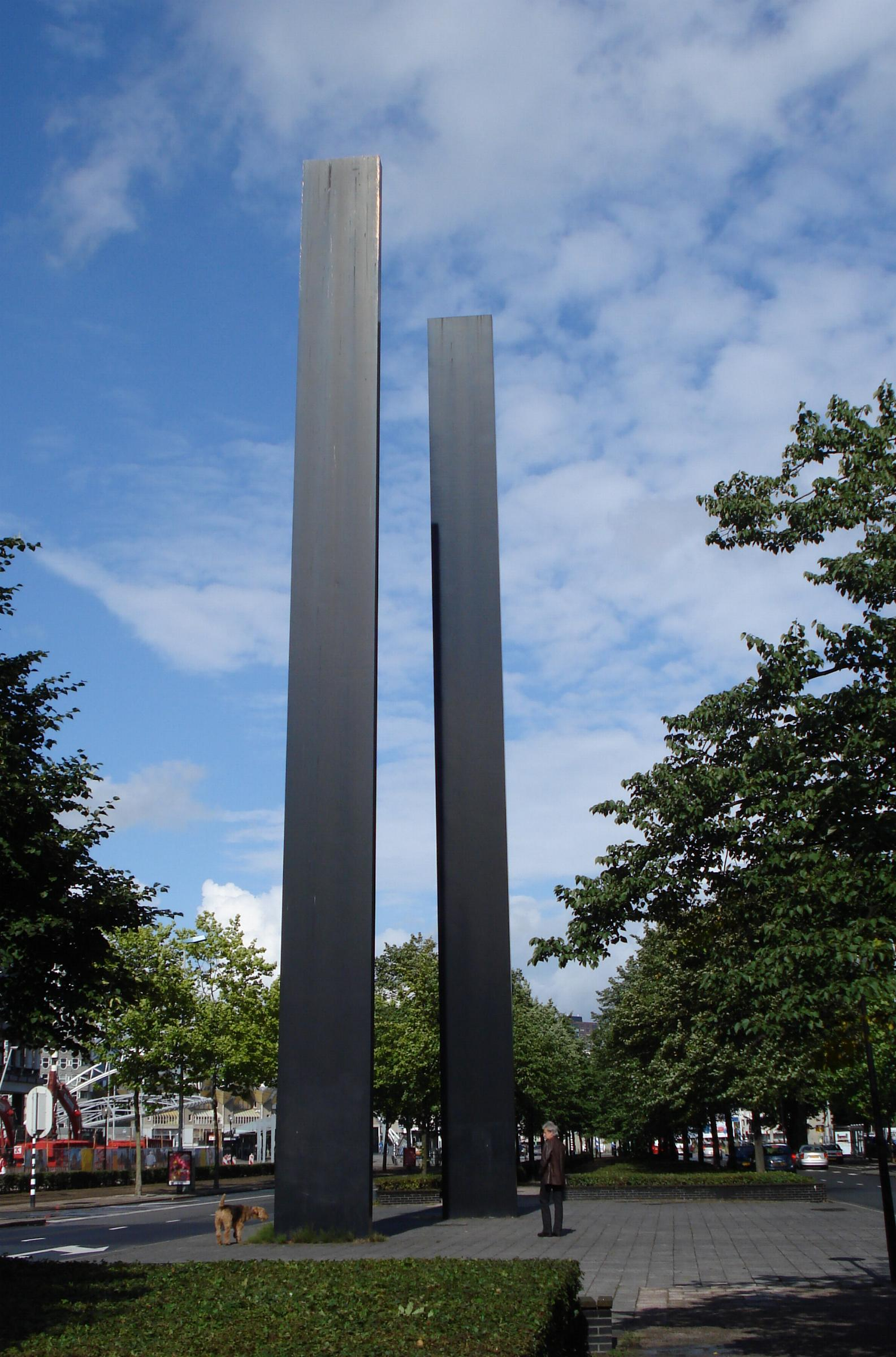
zonder titel (The River, 1984), Rotterdam
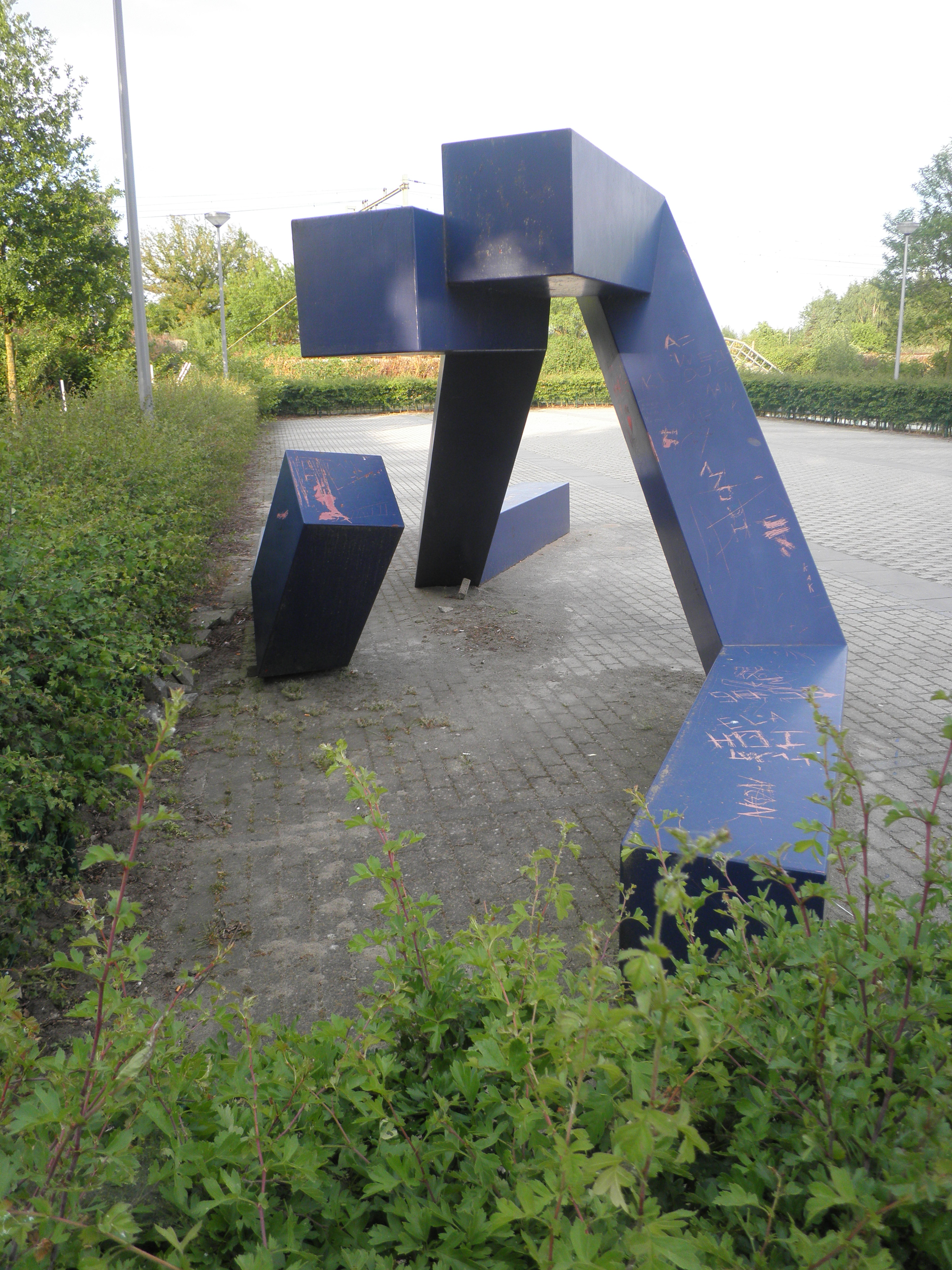
Zonder titel (1970), Deventer
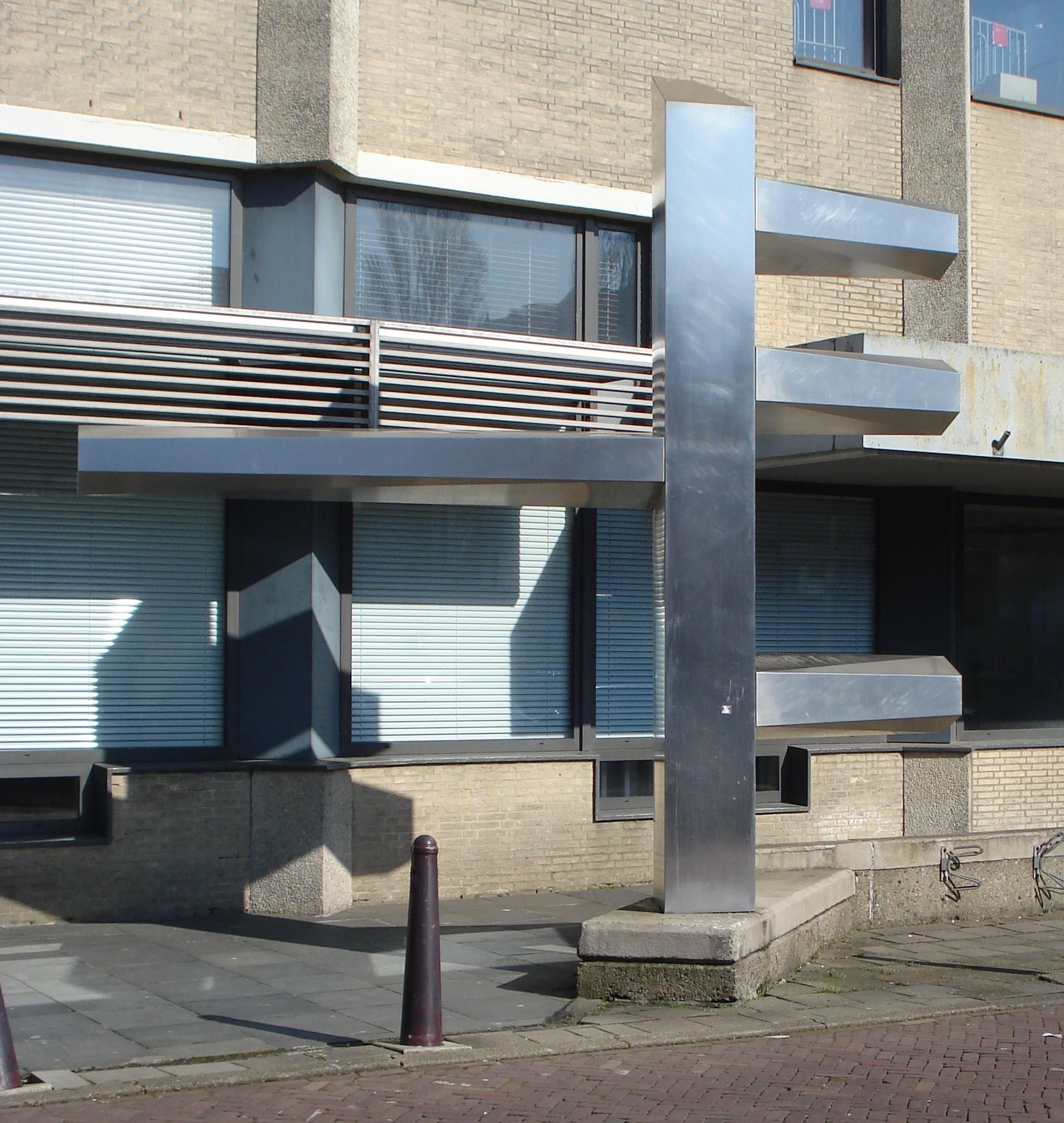
Boom (1973), Den Haag
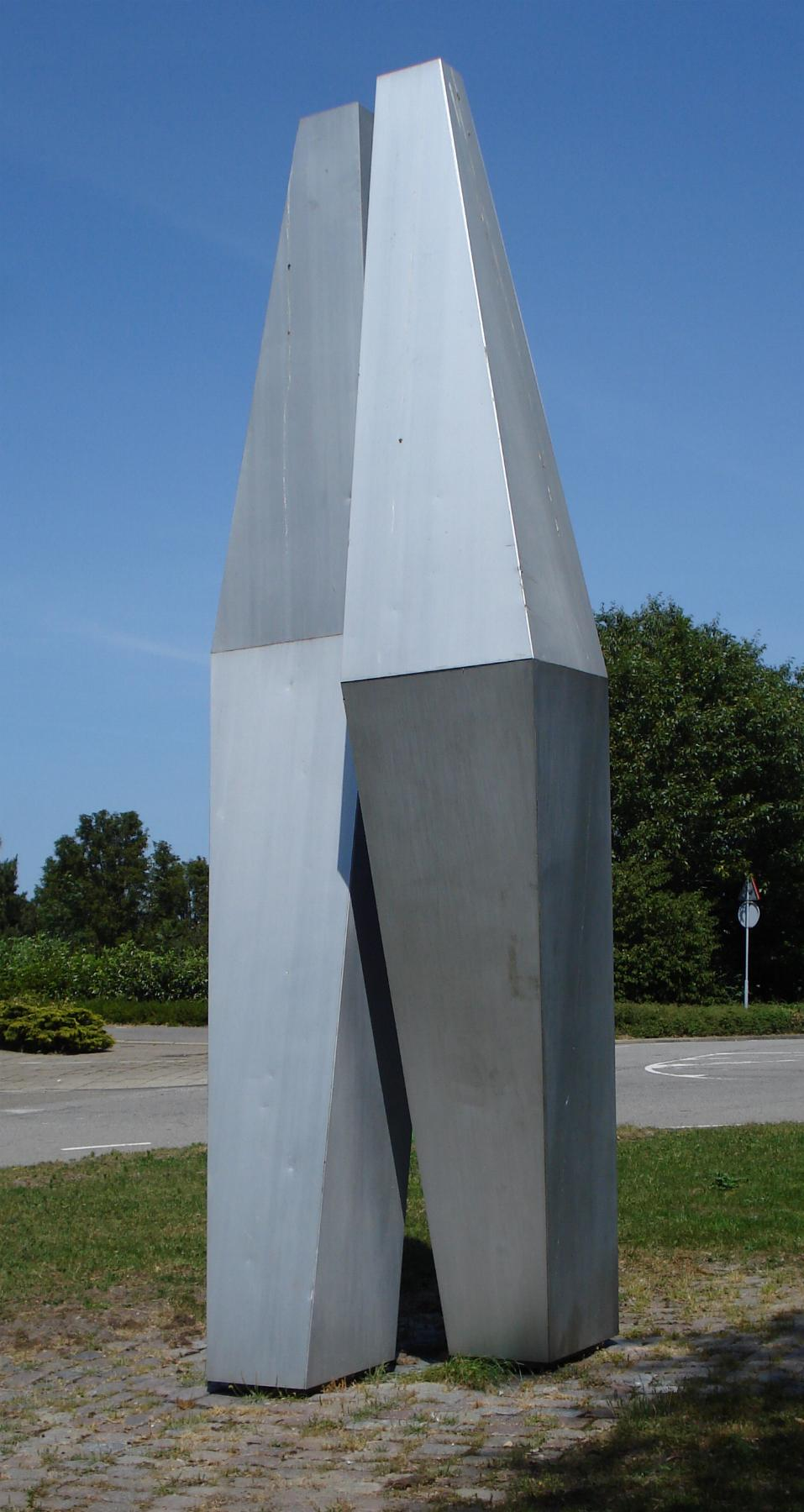
L'Homme (1973), Den Haag
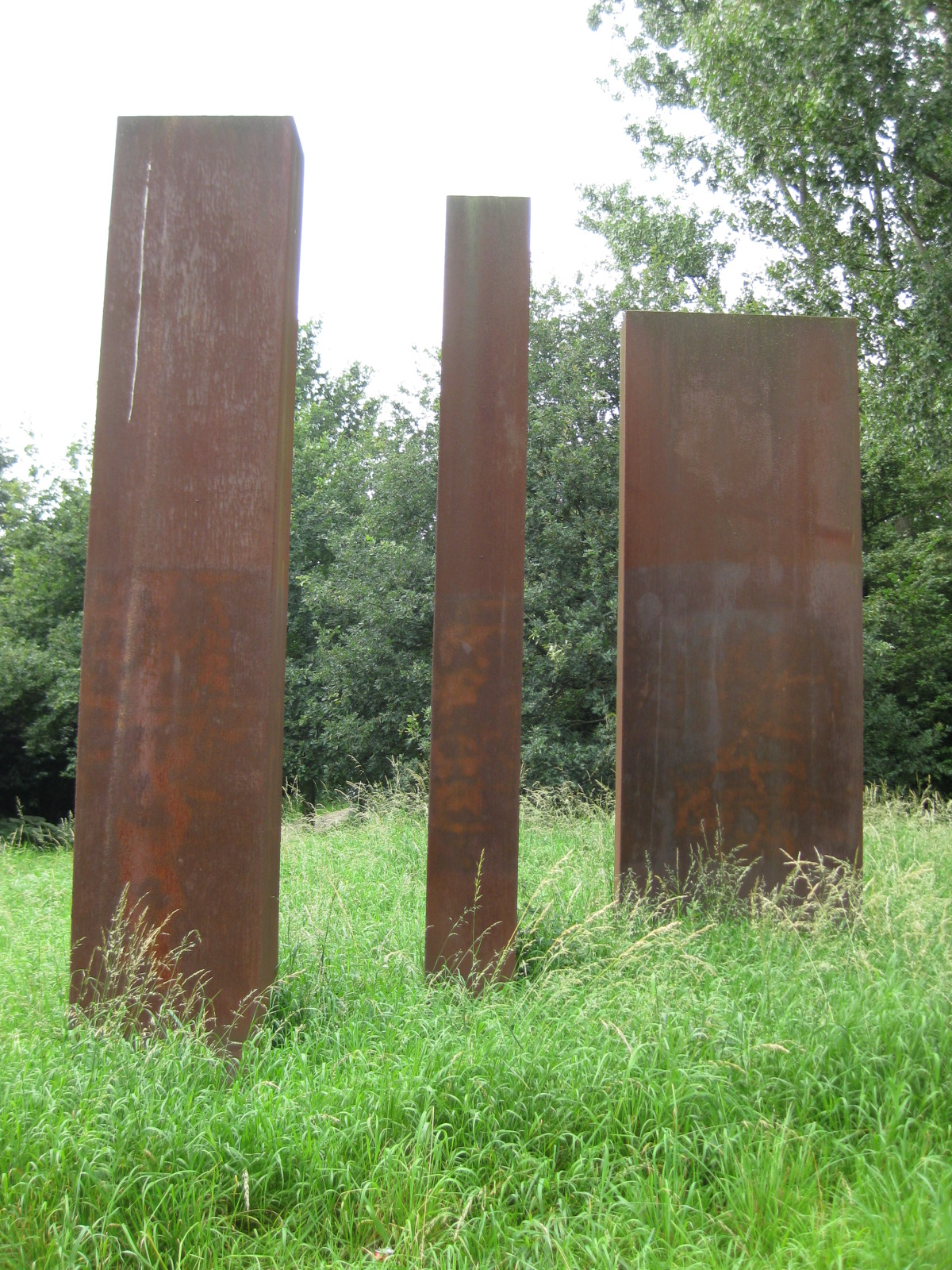
Sluis (1975), Amsterdam
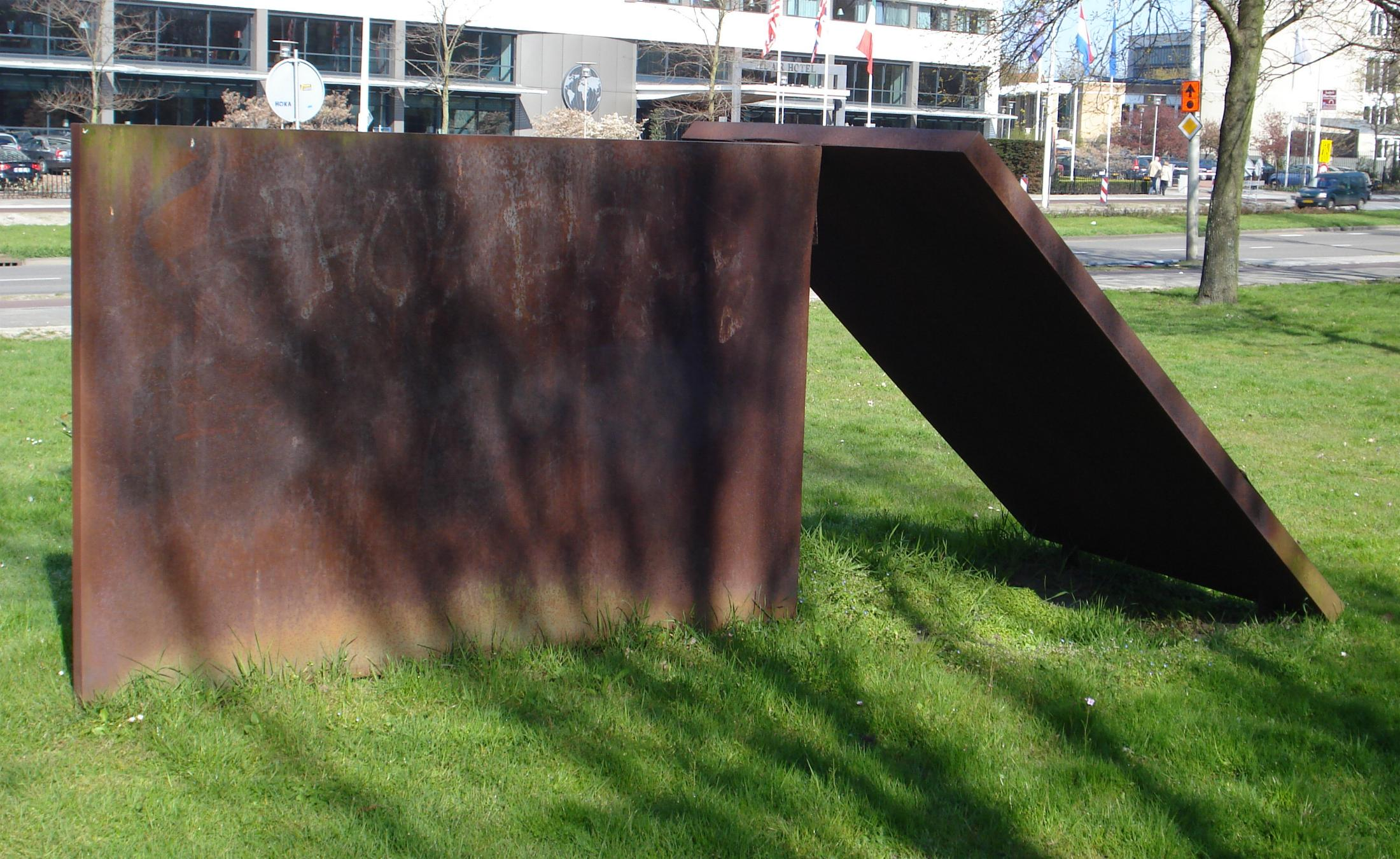
Balance of Sheets (1980), Den Haag
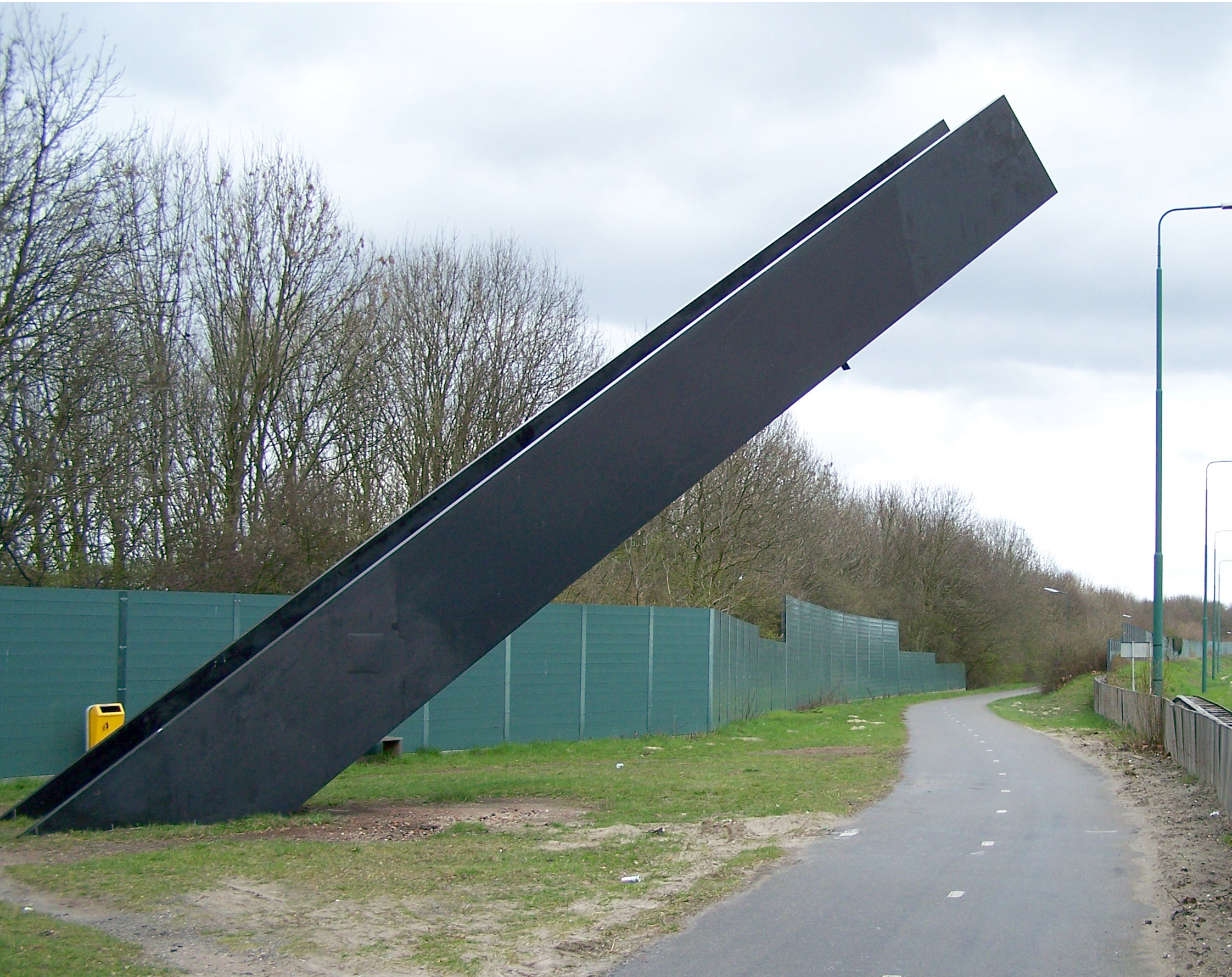
Landmark (1981), Maarssen
Intersection (1981), Den Haag
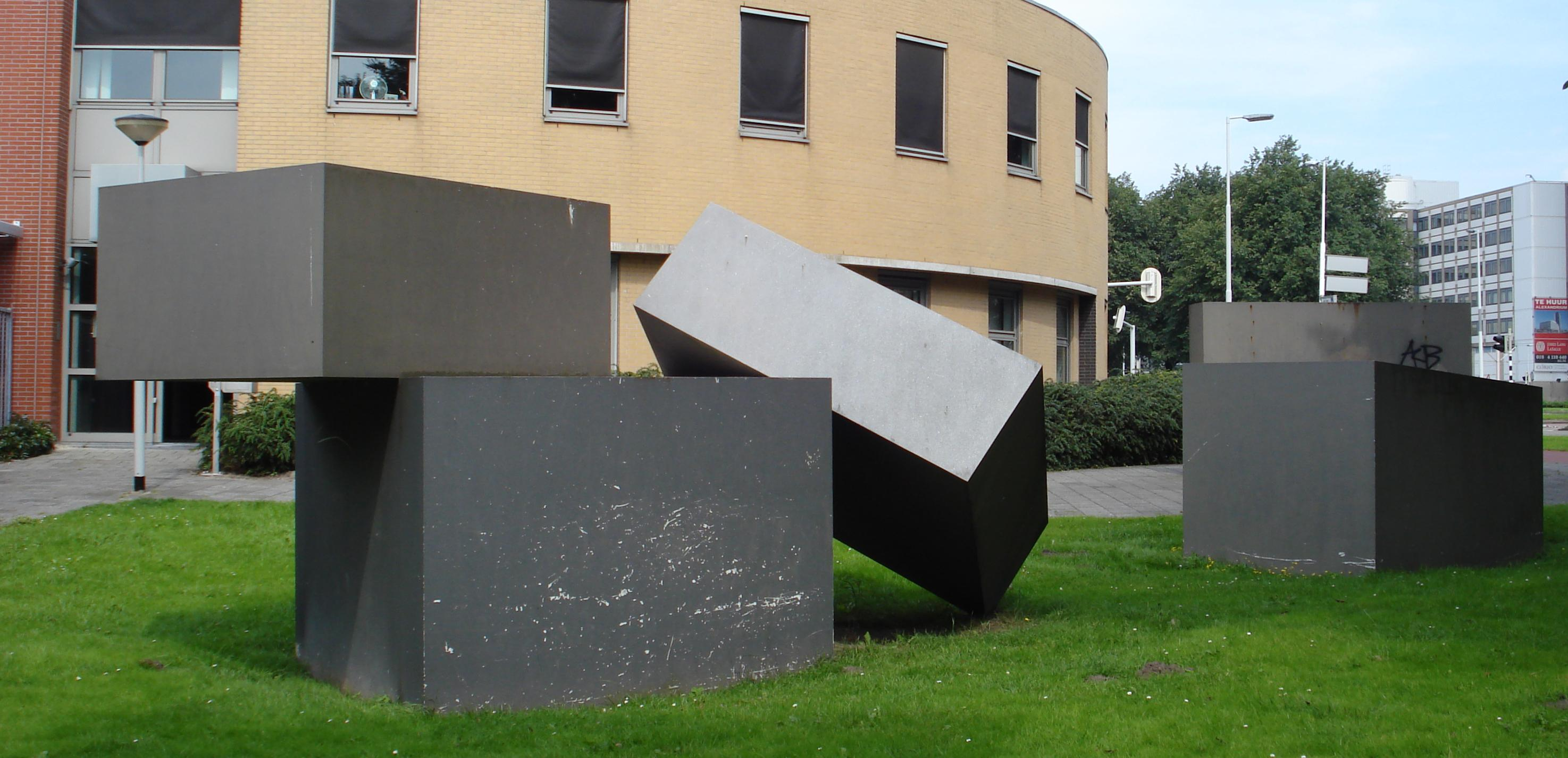
Zonder titel (1989), Rotterdam
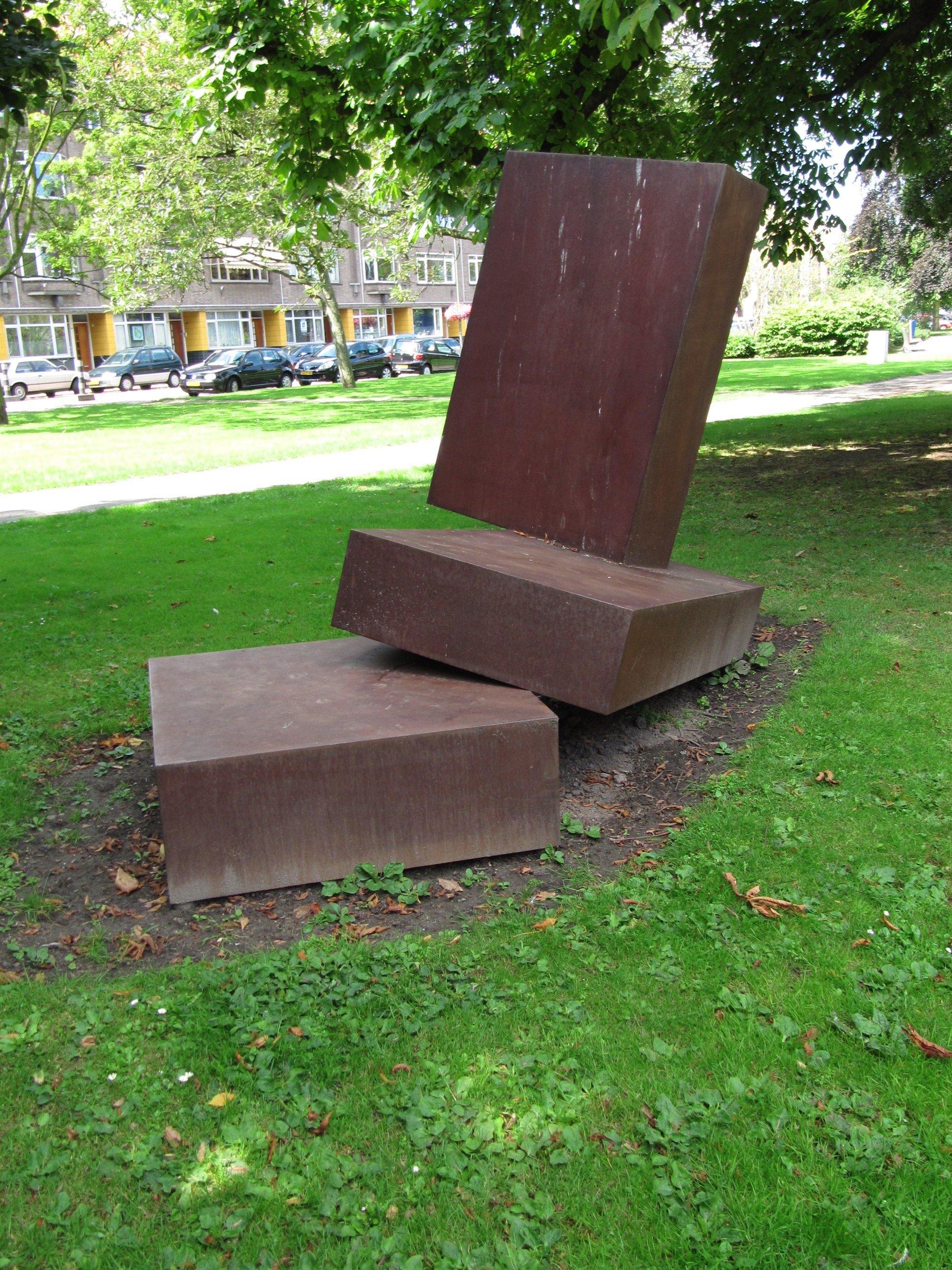
Antipode (2007), Schiedam
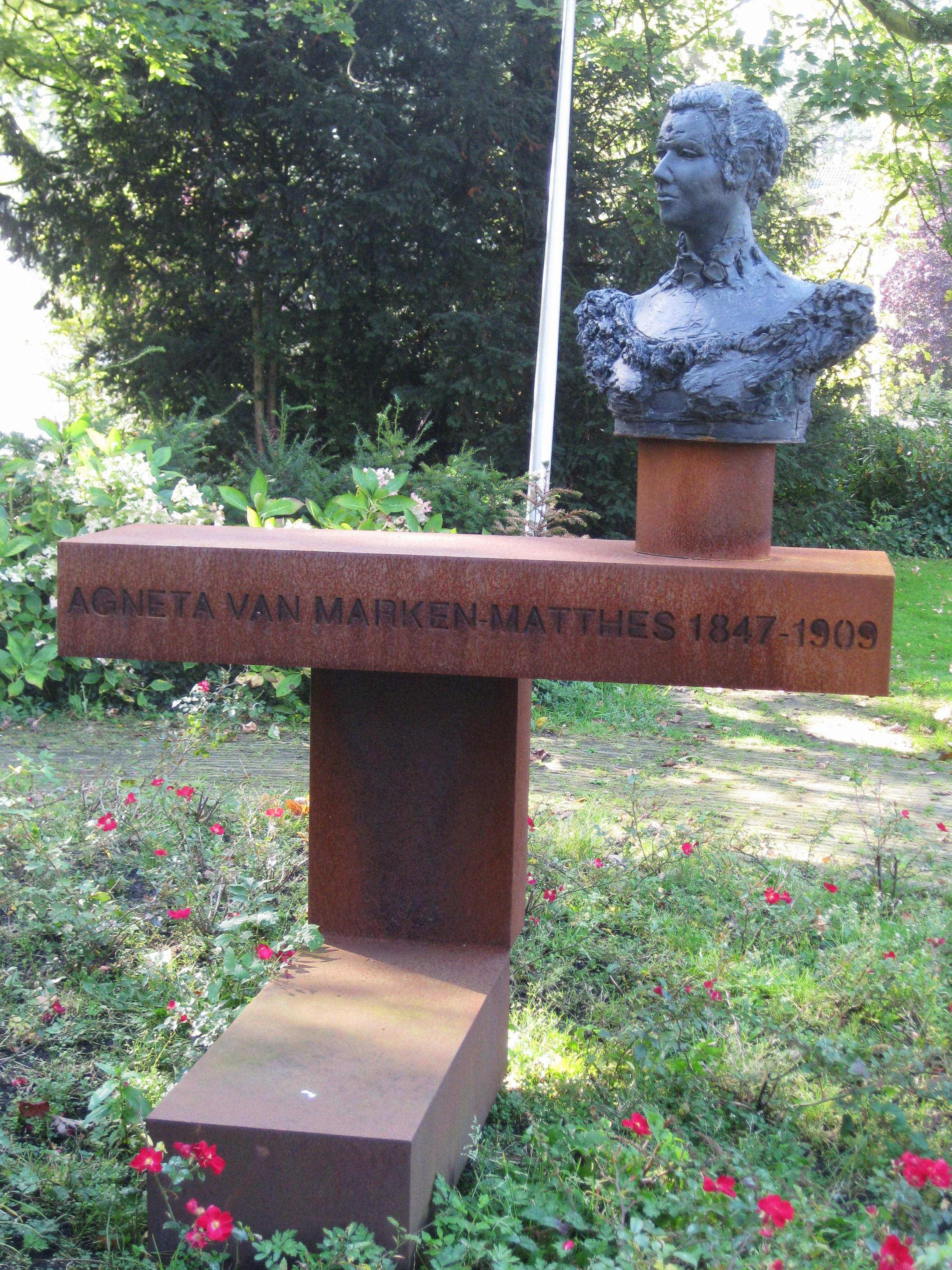
Agneta van Marken (2009), Delft